# Stapleton (Herefordshire)
Stapleton – wieś i civil parish w Anglii, w hrabstwie Herefordshire. W 2011 civil parish liczyła 110 mieszkańców.